# Ensign (Kansas)
Ensign es una ciudad ubicada en el de condado de Gray en el estado estadounidense de Kansas. En el año 2010 tenía una población de 187 habitantes y una densidad poblacional de 267,14 personas por km².

## Geografía
Ensign se encuentra ubicada en las coordenadas 37°39′9″N 100°13′58″O / 37.65250, -100.23278 (37.652608, -100.232657).

## Demografía
Según la Oficina del Censo en 2000 los ingresos medios por hogar en la localidad eran de $48,438 y los ingresos medios por familia eran $56,250. Los hombres tenían unos ingresos medios de $31,071 frente a los $17,292 para las mujeres. La renta per cápita para la localidad era de $35,637. Alrededor del 11.0% de la población estaban por debajo del umbral de pobreza.